# Кругляк, Семён Исаевич
Семён Исаевич Кругляк (1897—1954) — советский инженер-строитель. Лауреат Сталинской премии (1950).

## Биография
Семён Кругляк родился в 1897 году. В 1917 году начал трудовую деятельность. С 1930 года работал на строительстве Запорожского металлургического завода. Позднее занимал руководящие должности в Комитете по делам строительства при СНК СССР и технических управлениях ряда министерств.
Являлся крупным специалистом в области проектирования и строительства заводов чёрной металлургии и других сложных промышленных сооружений.
Семён Кругляк был награждён орденом «Знак Почёта» и четырьмя медалями. В 1950 года за разработку и внедрение новых конструкций из асбоцемента в строительстве промышленных зданий и сооружений он был удостоен Сталинской премии третьей степени.
Умер осенью 1954 года после тяжёлой болезни.